# Santana da Serra
Santana da Serra is een plaats (freguesia) in de Portugese gemeente Ourique en telt 1139 inwoners (2001).